# Çiftlik, Sarıoğlan
Çiftlik là một xã thuộc huyện Sarıoğlan, tỉnh Kayseri, Thổ Nhĩ Kỳ. Dân số thời điểm năm 2008 là 3.372 người.